# Lepidoscelio insularis
Lepidoscelio insularis är en stekelart som först beskrevs av William Harris Ashmead 1900.  Lepidoscelio insularis ingår i släktet Lepidoscelio och familjen Scelionidae. Inga underarter finns listade i Catalogue of Life.